# جاستن سورنسن
جاستن سورنسن هو لاعب كرة القدم الكندية كندي، ولد في 8 يونيو 1986 في باركسفيل في كندا.